# Warren Stevens
Pour les articles homonymes, voir Stevens.
Warren Stevens est un acteur américain né le 2 novembre 1919 à Clarks Summit (Pennsylvanie) et mort le 27 mars 2012 à Sherman Oaks (Los Angeles) aux États-Unis.

## Filmographie partielle
- 1951 : Amour invincible (Follow the sun) de Sidney Lanfield
- 1951 : Les Hommes-grenouilles (The frogmen) de Lloyd Bacon
- 1951 : Monsieur Belvédère fait sa cure (Mr. Belvedere Rings the Bell) de Henry Koster
- 1951 : La Sarabande des pantins (O. Henry's full house), sketch "The last leaf' de Jean Negulesco
- 1951 : Wait Till the Sun Shines, Nellie de Henry King
- 1951 : Duel dans la forêt (Red skies of Montana) de Joseph M. Newman
- 1952 : Bas les masques (Deadline U.S.A.) de Richard Brooks
- 1952 : Appel d'un inconnu (Phone Call from a Stranger) de Jean Negulesco
- 1952 : Something for the Birds de Robert Wise (voix)
- 1953 : La Folle aventure (The I don’t care girl) de Lloyd Bacon
- 1953 : Marais maudits (Shark River) de John Rawlins
- 1953 : Panique sur la ville (Gorilla at Large) de Harmon Jones
- 1954 : Mardi, ça saignera (Black Tuesday) de Hugo Fregonese
- 1954 : La Comtesse aux pieds nus (The barefoot contessa) de Joseph L. Mankiewicz
- 1954 : Femmes en prison (Women's prison) de Lewis Seiler
- 1955 : Tornade sur la ville (The man from Bitter Ridge) de Jack Arnold
- 1955 : Tex, le justicier (Robber's roost) de Sidney Salkow
- 1955 : Duel sur le Mississippi (en) (Duel on the Mississipi) de William Castle
- 1955 : Au seuil de l'inconnu (en) (On the threshold of space) de Robert D. Webb
- 1956 : Le Prix de la peur (The price of fear) d'Abner Biberman
- 1956 : Planète interdite (Forbidden planet) de Fred M. Wilcox
- 1956 : Accused of Murder (en) de Joseph Kane
- 1958 : Calibre 44 (it) (Man or gun) d'Albert C. Gannaway
- 1958 : Vague de chaleur (Hot Spell) de Daniel Mann
- 1958 : The Case Against Brooklyn (en) de Paul Wendkos
- 1958 : Tueurs à gages (Intent to kill) de Jack Cardiff
- 1959 : Une balle signée X (No name on the bullet) de Jack Arnold
- 1962 : Stagecoach to Dancers' Rock d'Earl Bellamy
- 1962 : Des ennuis à la pelle (Forty pounds of trouble) de Norman Jewison
- 1964 : Combat ! (Combat!) (The Impostor): Sgt Walter
- 1965 : Bonanza (TV) Saison 6 épisode 18 (La Ballerine/The Ballerina) : Paul Mandel
- 1966 : Madame X de David Lowell Rich
- 1966 : Cyborg 2087 de Franklin Adreon
- 1966 : La Parole est au colt (Gunpoint) d'Earl Bellamy
- 1966 : Sursis pour une nuit (An american dream) de Robert Gist
- 1967 : Police sur la ville (Madigan) de Don Siegel
- 1967 : Fureur à la plage (The sweet ride) de Harvey Hart
- 1968 : Star Trek (série) : épisode Tu n'es que poussière : Rojan
- 1970 : Le Virginien (TV) saison 9 épisode 13 (Hannah) : Paul Carson
- 1975 : The Student Body de Gus Trikonis
- 1978 : Le Retour du capitaine Nemo (The Return of Captain Nemo) de Alex March et Paul Stader
- 1983 : L'As de cœur (Stroker Ace) de Hal Needham
- 1989 : Samourai cop d'Amir Shervan (en)
- 2007 : The solicitor de Chris Cashman (court-métrage)
- 2007 : Carts (en) de Chris Cashman